# Abstenció
Abstenció és la separació obligatòria d'un funcionari, quan la seva imparcialitat no és garantida per l'existència d'un conflicte d'interessos. A l'estat espanyol els motius d'abstenció són regulats per llei. Quan hi ha motiu i tot i això, un funcionari no s'absté, se'n pot demanar la recusació. «El deure d'abstenció és una última barrera en els casos en què el conflicte ja és present i en els quals només es pot preservar la imparcialitat apartant la persona del procés decisori.» Segons un informe de l'Oficina Antifrau del 2016, el deure d'abstenció es configura com una obligació el compliment de la qual depèn en gran manera del mateix servidor públic afectat pel motiu de manca d'imparcialitat.